# Mršník topolový
Mršník topolový (Hololepta plana) je brouk z čeledi mršníkovitých. Vyskytuje se převážně v nížinách a pahorkatinách. Jsou to dravci. Živí se drobnými bezobratlými, především larvami dvoukřídlých.